# Le Plessis-Belleville

Le Plessis-Belleville este o comună în departamentul Oise, Franța. În 1 ianuarie 2022 avea o populație de 3.822 de locuitori.